# AmeriCorps
AmeriCorps es un programa del Gobierno Federal estadounidense, que fue creado por el presidente Bill Clinton mediante el National and Community Service Trust Act de 1993, y luego ampliado durante el mandato del presidente George W. Bush, oportunidad en la que se aumentó su presupuesto en un 50%.

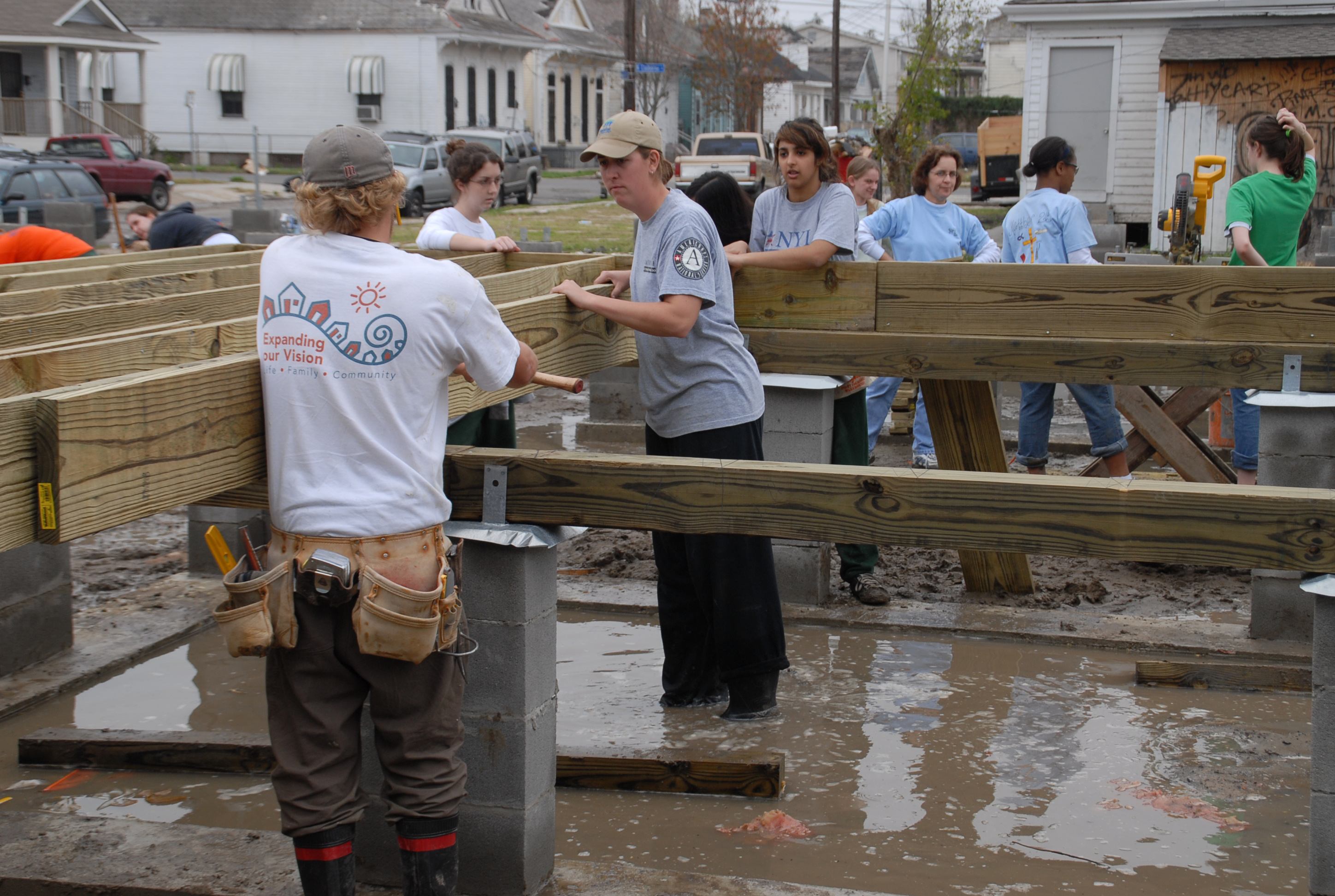
Voluntarios de AmeriCorps trabajando en Nueva Orleans tras el paso del huracán Katrina, enero de 2006.

El trabajo que hace AmeriCorps es multifacético, ya que se dedica tanto a tareas de educación pública como a tareas de mejora del medio ambiente. Americorps es parte de la Corporation for National and Community Service, que también supervisa Senior Corps y Learn and Serve America. Colectivamente, estos tres programas representan globalmente más de dos millones de miembros en servicio todos los años.
AmeriCorps se compone de tres divisiones: AmeriCorps State and National, AmeriCorps VISTA (Volunteers in Service to America), y National Civilian Community Corps (NCCC). A principios del siglo XXI, más de 85,000 personas se unían anualmente a AmeriCorps.
Según estudios, AmeriCorps produce una variada gama de resultados positivos en cuanto a la educación y los servicios públicos.